# Tijs Goldschmidt
Tijs Goldschmidt (Amsterdam, 30 januari 1953) is een Nederlandse schrijver en evolutiebioloog.
Goldschmidt studeerde biologie in Amsterdam en Leiden, hij woonde van 1981 tot 1986 in Tanzania, waar hij cichliden in het Victoriameer bestudeerde als onderzoeker van de Rijksuniversiteit Leiden. Hij schreef er een proefschrift over en publiceerde het boek Darwins hofvijver, waarin hij het wetenschappelijke met het persoonlijke verweeft.
In 1993 stopte hij met het doen van wetenschappelijk onderzoek om zich geheel aan het schrijven te wijden.
Darwins hofvijver werd genomineerd voor de AKO Literatuurprijs en bekroond met de KIJK/Wetenschapsweekprijs (later opgegaan in de Eurekaprijs) in 1995 en is inmiddels vertaald in onder andere het Engels, Frans, Duits, Italiaans, Japans en Chinees. Na dit boek publiceerde Goldschmidt vele essays, waaronder De andere linkerkant. In 2001 ontving hij voor zijn bundel Oversprongen de Jan Hanlo Essayprijs. In 2004 was hij een van VPRO's Zomergasten. In 2007 hield hij de Huizingalezing onder de titel Doen alsof je doet alsof in de Pieterskerk te Leiden. Goldschmidt is sinds 2008 advisor aan de Rijksakademie van Beeldende Kunsten. In 2022 is de Jan Wolkers Prijs aan hem toegekend voor zijn essaybundel Wolven op het ruiterpad. In december 2022 werd de P.C. Hooft-prijs 2023 aan hem toegekend.